# Bruno Mingeon
Bruno Mingeon (ur. 7 września 1967 w Bourg-Saint-Maurice) – francuski bobsleista. Pięciokrotny olimpijczyk, brązowy medalista czwórki mężczyzn na igrzyskach w Nagano.

## Wyniki olimpijskie
| Igrzyska            | Konkurencja      | Wynik |
| ------------------- | ---------------- | ----- |
| Albertville 1992    | Czwórki mężczyzn | 18.   |
| Lillehammer 1994    | Czwórki mężczyzn | 16.   |
| Nagano 1998         | Dwójki mężczyzn  | 9.    |
| Nagano 1998         | Czwórki mężczyzn | 3.    |
| Salt Lake City 2002 | Dwójki mężczyzn  | 13.   |
| Salt Lake City 2002 | Czwórki mężczyzn | 5.    |
| Turyn 2006          | Dwójki mężczyzn  | 21.   |
| Turyn 2006          | Czwórki mężczyzn | 19.   |